# Václav Fiala (ilustrátor)
Václav Fiala (15. července 1896, Praha – 25. června 1980, tamtéž) byl český akademický malíř, ilustrátor, grafik, typograf, kurátor výstav a spisovatel.

## Život
Václav Fiala studoval nejprve na Soukromé malířské škole ve Vídní (1910–1911), poté na Vyšší umělecké škole v Charkově (1911–1915) u Ladislava Trakala (1873–1951), a na Akademii výtvarných umění v Petrohradě (1915–1916). Roku 1922 se vrátil z Ruska do vlasti s ruskou manželkou. Měli syna Vladimíra (1922–1997), pozdějšího historika umění a pedagoga FFUK, postavili si vilu ve Střešovicích. Malířské vzdělání ukončil na Akademii výtvarných umění v Praze pod vedením profesora Maxe Švabinského v letech 1923–1926.
Po ukončení studia získal roční stipendium na cestu do Francie, kde se roku 1927 zúčastnil výstavy v pařížském Salónu francouzských umělců a obdržel čestné uznání za barevné litografické podobizny významných osobností naší kultury. Postupně se přiklonil k modernímu realismu a je pro něho charakteristická realistická kresba projevující se v jeho sociální grafice a v jeho studiích lidových typů z cest na Slovensko a Podkarpatskou Rus. Roku 1938 vytvořil diorama Inaugurace presidenta George.Washingtona roku 1789 pro československý pavilon na světové výstavě v New Yorku.
Je autorem epických výtvarných děl (například historicky motivovaného cyklu barevných litografií Staroslovanský cyklus z roku 1944), věnoval se známkové tvorbě, bankovkové grafice a knižním ilustracím, pro které používal především kresbu tužkou, perokresbu, kolorovanou kresbu a akvarel a ve kterých dbal na dodržení historických reálií.
Byl členem Bloku československých. výtvarných umělců a člen a předseda SČUG Hollar, do jehož sborníku literárně přispíval. Zúčastnil se mnoha výstav doma i v zahraničí a získal řadu ocenění (například stříbrnou medaili na Mezinárodní výstavě umění a techniky v Paříži roku 1937).

## Vlastní knihy
- Ogasavara (1928), bibliofilie věnovaná Boninským ostrovům s vlastními dřevoryty.
- Zahrada Ueno (1931), bibliofilie, vzpomínky z Japonska s vlastními dřevoryty.
- Kaaran-Tamo, člověk s měsíce (1936).
- Zázračný kámen (1949), stručné dějiny tisku z kamene.
- Let do Hellady (1959), s vlastními dřevoryty.

## Z knižních ilustrací

### Česká literatura
- Josef Aul: Čingiz Chán, bič boží (1936).
- Karel Jaromír Erben: Slovanské pohádky (1974).
- Ignát Herrmann: U snědeného krámu (1948).
- Alois Jirásek: Čechy hrdinské I. (1951).
- Alois Jirásek: Čechy hrdinské II. (1955).
- Alois Jirásek: Skaláci (1957).
- Josef Kopta: Modrý námořník (1958).
- Karel Nový: Rytíři a lapkové (1955).
- František Palacký: Z dějin národu českého I. (1973).
- František Palacký: Z dějin národu českého II. (1975).
- Jaroslav Pecháček: Kalich a půlměsíc (1977).
- Eduard Petiška: Staré řecké báje a pověsti (1958).
- Bohumil Říha: O třech penízích a jiné povídky (1957).
- Radovan Šimáček: Zločin na Zlenicích hradě L. P. 1318 (1941).
- Václav Vážný: O králi Nalovi a princezně Damajantí (1957).
- Jiří Wolker: Slunce je veliký básník (1950).

### Světová literatura
- Pavel Petrovič Bažov: Malachitová škatulka (1960).
- Nikolaj Vasiljevič Gogol: Taras Bulba (1947).
- Irina Valerianovna Karnauchova: Krása nesmírná (1952).
- Elias Lönnrot: Kalevala (1980).
- Nizámí: Chvály (1953).
- Nizámí: Sedm princezen (1952).
- Publius Ovidius Naso: Kalendář (1942).
- Alexandr Sergejevič Puškin: Kapitánská dcerka (1961).
- Alexandr Sergejevič Puškin: Tři pohádky (1949).
- Z pohádek Šahrazádiných (1948).

## Realizované návrhy československých poštovních známek
- série čtyř poštovních známek s náměty „Česká družina“ a „Rota Nazdar“ (1934)
- dvě poštovní známky k 360. výročí narození J. A. Komenského (1952)
- poštovní známka s portrétem Otakara Kubína (1972)
- v roce 1972 byla předlohou poštovní známky kresba Václava Fialy „Strom s pastýřským motivem“